# Sebastian Ernst (Fußballspieler)
Sebastian Ernst (* 4. März 1995 in Neustadt am Rübenberge) ist ein deutscher Fußballspieler.

## Werdegang
In seiner Jugend spielte Ernst beim TSV Poggenhagen in seinem Geburtsort Neustadt am Rübenberge. Im Alter von elf Jahren wechselte er in den Nachwuchsbereich von Hannover 96, wo er professionell ausgebildet wurde.
Ab dem Jahr 2013 spielte Ernst für die zweite Mannschaft von Hannover 96 in der Regionalliga Nord.
Zur Bundesliga-Saison 2014/15 gelang Ernst nominell der Sprung in den Kader der ersten Mannschaft von Hannover 96. Er spielte allerdings weiterhin in der zweiten Mannschaft und kam auf keinen Ligaspieleinsatz für die Bundesligamannschaft. Sein einziges Pflichtspiel für die Profimannschaft von Hannover 96 absolvierte Ernst am 28. Oktober 2014 im DFB-Pokal gegen den VfR Aalen, als er zehn Minuten vor Schluss für Jimmy Briand eingewechselt wurde. Hannover 96 verlor das Spiel mit 0:2. Im März 2015 riss sich Ernst die Syndesmose im linken Bein und fiel daher für den Rest der Saison aus.
In der Regionalliga Nord kam Ernst auf insgesamt 71 Einsätze für die Zweitvertretung der Hannoveraner; er erzielte 19 Tore.
In der Winterpause der Saison 2015/16 wechselte Ernst zum 1. FC Magdeburg in die 3. Liga. Sein Pflichtspieldebüt gab er am 24. Januar im Sachsen-Anhalt-Derby gegen den Halleschen FC. Ernst erzielte in diesem Spiel beide Tore des 1. FC Magdeburg zum 2:1-Sieg. Insgesamt kam er in seiner ersten Saison beim 1. FCM auf 18 Einsätze in der 3. Liga, in denen er drei Treffer erzielte.
In der Hinrunde der Saison 2016/17 lief Ernst noch elfmal für die Magdeburger auf, wobei er ein weiteres Tor erzielen konnte. Zur Rückrunde verließ er den Verein und schloss sich den Würzburger Kickers in der 2. Fußball-Bundesliga an. Sein erstes Spiel für den neuen Verein bestritt er am 3. Februar 2017 gegen den 1. FC Kaiserslautern. Nach dem Abstieg der Würzburger Kickers aus der 2. Bundesliga wechselte Ernst zur SpVgg Greuther Fürth. Ab der Saison 2021/22 spielte Ernst für seinen Heimatverein Hannover 96, zu dem er ablösefrei gewechselt war.
In der Saison 2024/25 spielte Ernst für den Zweitliga-Aufsteiger SSV Jahn Regensburg. Danach verließ er den Verein.

## Erfolge
- Aufstieg in die Bundesliga: 2021